# Ron Carter (zenész)
Ron Carter  (teljes nevén Ronald Levin Carter) (Ferndale, Michigan, 1937. május 4. –) amerikai jazzbőgős.

## Életpályája
Tízéves korától tanult csellózni, de hamarosan bőgőre váltott. Miután családjával Detroitba költözött, felvételt nyert a neves Eastman Zeneiskolába. Húszévesen  bekapcsolódott a New York-i jazzéletbe. A Chico Hamilton Quintettel játszott, és beiratkozott a Manhattan Zeneművészeti Iskolába, ahol aztán mester fokozatot szerzett.
1963-ban Miles Davis beválasztotta második nagyszerű kvintettjébe, és az elkövetkező évek során Herbie Hancockkal és Tony Williamsszel tagja volt minden idők egyik legjobb jazz ritmusszekciójának. Az E.S.P. (1965) volt az első albumuk, Carternek három szerzeménye is szerepelt rajta. A jazz-rock előfutárának tekinthető Filles de Kilimanjaron (1968) Davis kérésére elektromos basszuson játszott. Ha nem annyira elkötelezett a bőgő mellett, valószínűleg továbbra is Davis mellett maradt volna.
Számos felvételen szerepelt kísérőként, többek között Hancock (Maiden Voyage, 1965),  McCoy Tyner (The Real McCoy, 1967), Freddie Hubbard (First Light, 1971) oldalán, hogy csak néhány kiemelkedő albumot említsünk. Hancock vezetésével a Davis-féle kvintett tagjai és Hubbard V.S.O.P. kvintett néven játszottak a 70-es évek második felétől.
1972-től saját zenekarai is vannak. A 80-as évek elejétől tanított a New York-i City College-ban, ahol később professor emeritus címet kapott. A zenészek listája, akikkel együttműködött, olyan nagy, hogy kísérletet sem érdemes tenni felsorolásukra. Carter eddigi pályafutása során elképesztően sok – több mint 2000 – albumon szerepelt, szekciómunkái mellett énekesnők kísérőjeként is sokszor remekelt.

## Válogatott diszkográfia
Válogatás saját néven kiadott lemezeiből:
- Where? (1961) - New Jazz
- Uptown Conversation (1969) - Embryo
- Blues Farm (1973) - CTI
- All Blues (1973) - CTI
- Spanish Blue (1974) - CTI
- Anything Goes (1975) - Kudu
- Yellow And Green (1976) - CTI
- Pastels (1976) - Milestone
- Piccolo (1977) - Milestone
- Third Plane (1977) - JVC
- Peg Leg (1977) - Milestone
- A Song For You (1978) - Milestone
- 1 + 3 (1978) - JVC
- Pick 'Em (1978) - Milestone
- Parade (1979) - Milestone
- New York Slick (1979) - Milestone
- Patrao (1980) - Milestone
- Empire Jazz (1980) - RSO Records
- Parfait (1980) - Milestone
- Super Strings (1981) - Milestone
- Heart & Soul (1981) - Timeless
- Etudes (1982) - Electra Musician
- Live at Village West: Ron Carter and Jim Hall (1982) - Concord Jazz
- Telephone (1984) - Concord Jazz
- Ron Carter Plays Bach (1985) - Philips
- The Puzzle (1986) - SMS
- Very Well (1987) - Deep Moat/Polydor
- All Alone (1988) - Emarcy
- Eight Plus (1990) - Dreyfus Jazz
- Panamanhattan (1990) - Evidence
- Ron Carter Meets Bach (1991) - EAU
- Friends (1992) - Blue Note
- Jazz, My Romance (1994) - Blue Note
- Mr Bow Tie (1995) - Blue Note
- Brandenburg Concerto (1995) - Blue Note
- The Bass And I (1997) - Blue Note
- So What? (1998) - Blue Note
- Orfeu (1999) - Blue Note
- When Skies Are Grey (2000) - Blue Note
- Stardust (2001) - Blue Note
- The Golden Striker (2002) - Blue Note
- Dear Miles (2006) - Toshiba